# Regering-Bech
De Regering-Bech was van 16 juli 1926 tot 5 november 1937 aan de macht in het Groothertogdom Luxemburg. Premier Joseph Bech diende op 6 juni 1937 zijn ontslag in bij de groothertogin nadat het referendum over het verbod op de Communistische Partij van Luxemburg (PCL).
Op 24 maart 1936 werd de term "directeur-generaal" vervangen door "minister."

## Samenstelling
|                                               | Joseph Bech          | President van de Regering, directeur-generaal van Buitenlandse Zaken, directeur-generaal van Onderwijs en Landbouw | PD         |
|                                               | Norbert Dumont       | directeur-generaal van Justitie en Binnenlandse Zaken                                                              | partijloos |
|                                               | Albert Clemang       | directeur-generaal van Openbare Werken, Handel en Industrie                                                        | LdG        |
|                                               | Pierre Dupong        | directeur-generaal van Financiën, Sociale Voorzieningen en Arbeid                                                  | PD         |
| Bech III (27 december 1936 - 5 november 1937) |                      | |            |
|                                               | Joseph Bech          | President van de Regering, minister van Buitenlandse Zaken                                                         | PD         |
|                                               | Pierre Dupong        | Minister van Financiën, Sociale Voorzieningen en Arbeid                                                            | PD         |
|                                               | Étienne Schmit       | Minister van Justitie en Openbare Werken                                                                           | PRL        |
|                                               | Nicolas Braunshausen | Minister van Handel en Industrie                                                                                   | PRL        |

- Van 1953 tot 1958 was Joseph Bech nogmaals premier, zie hiervoor: Regering-Bech-Bodson